# Grand Santa Fe Residencial Torre Oriente

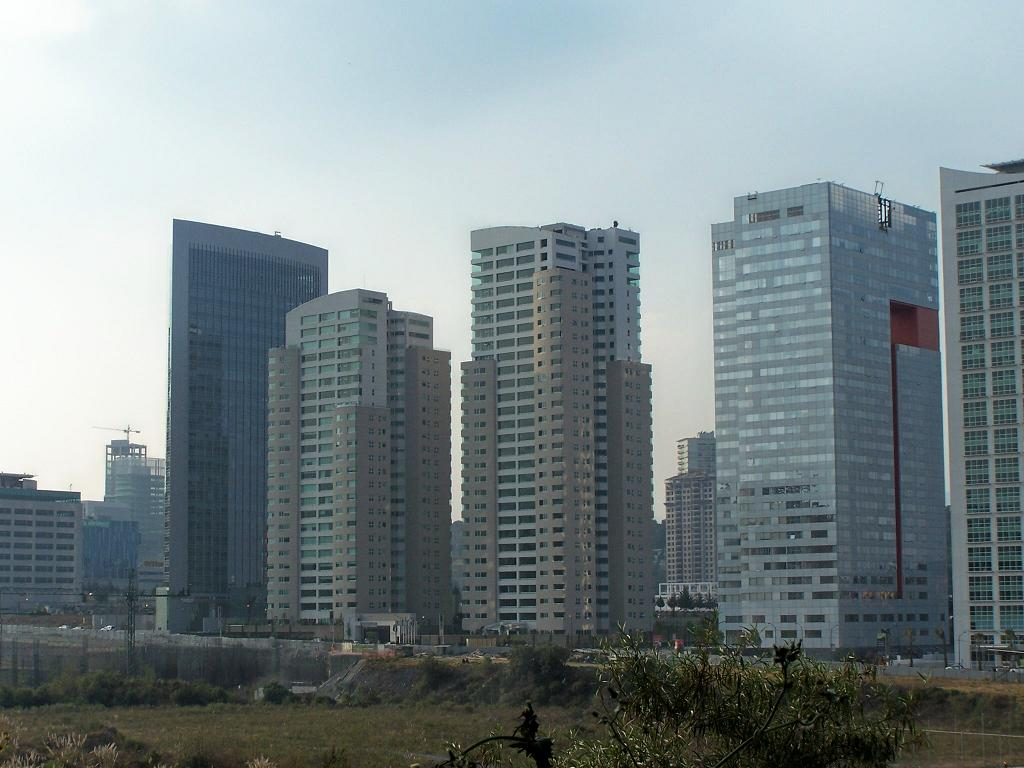
Vista del Grand Santa Fe Residencial Torre Oriente (Torre Central).

Grand Santa Fe Residencial Torre Oriente es un edificio ubicado en Avenida Santa Fe #471, colonia Cruz Manca (Distrito Federal, en Cuajimalpa de Morelos, Ciudad de México, de unos ciento veinte metros de altura (la Torre Occidental tiene unos cien). Cuenta con tres (ascensores) de alta velocidad que se mueven a 6.7 metros por segundo. La torre se convirtió en el décimo edificio más alto de Santa Fe y pasará al decimocuarto lugar en el 2011.[actualizar]

## Forma
- Su altura es de ciento veinte metros y tiene veintiocho pisos.
- La altura de cada piso a techo es de 3.96 m.
- El área total del rascacielos es de 45 000 m².

## Detalles
- Su uso es exclusivamente residencial
- Su construcción comenzó en 2004 y finalizó en 2006.
- Cuenta con nueve niveles subterráneos de estacionamiento.
- Los materiales que usaron para construir este rascacielos fueron aluminio, hormigón reforzado y vidrio.
- El edificio fue equipado con las más altas normas de seguridad sísmicas para ese momento, entre las que incluían treinta y ocho amortiguadores sísmicos a lo largo de toda la estructura del edificio, setenta y ocho pilotes de acero que penetran a una profundidad de treinta y cuatro metros. En teoría el edificio puede soportar un terremoto de 8.5 en la escala de Richter, hasta el momento el edificio ha soportado un sismo de 6.3 en la escala de Richter sucedido el 13 de abril del 2007.
- Cabe destacar que el Grand Santa Fe Residencial Torre Oriente es uno de los nuevos edificios más altos del distrito de Santa Fe, junto con Santa Fe Pads, Arcos Bosques Corporativo, City Santa Fe Torre Ámsterdam, Panorama Santa fe y City Santa Fe Torre Milán.

- Es considerado un edificio inteligente, debido a que el sistema de luz es controlado por un sistema llamado B3, al igual que el de Torre Mayor, Torre Ejecutiva Pemex, World Trade Center México, Torre Altus, Arcos Bosques, Arcos Bosques Corporativo, Torre Latinoamericana, Edificio Reforma 222 Torre 1, Haus Santa Fe, Edificio Reforma Avantel, Residencial del Bosque 1, Residencial del Bosque 2, Torre del Caballito, Torre HSBC, Panorama Santa fe, City Santa Fe Torre Ámsterdam, Santa Fe Pads, St. Regis Hotel & Residences, Torre Lomas. A la altura de los edificios de primer mundo.

## Datos clave
- Altura: 120 metros.
- Espacio de oficinas: 45 000 metros cuadrados.
- Pisos: 9 niveles subterráneos de estacionamiento y 28 pisos.
- Condición: 	En Uso.
- Rango: 	
  - En México: 44.º lugar, 2011: 67.º lugar
  - En Ciudad de México: 36º lugar, 2011: 50.º lugar
  - En Santa Fe: 10º lugar, 2011: 14º lugar